# 40 (歌手)
40（フォーティー、本名:キム・ハンジュン 1988年5月18日 - ）は、韓国のR&Bシンガーソングライター。

## 名前の由来
彼によると、「40は人生で自分を振り返るのに最高の年齢であり、その時になると、自分の感性と音楽について再び率直に表現するという覚悟を込めた名前」という。

## 来歴
複数の大型企画会社を転々と練習生生活をして最後にあったYGエンターテインメントで練習中に音楽に対する信念を実現するため会社を出てソロでデビューした。初シングル以降発表したEP Got Faithは各種音源チャートを席巻、第9回韓国大衆音楽賞で今年の新人、今年のR&Bアルバム、最優秀R&B曲など様々な部門の候補にノミネートされ、名前を知られるようになった。

## 代表曲
- 넋
- Zodiac （第9回韓国大衆音楽賞最優秀R&B曲候補）
- 말 없이 바라만 봐
- Bravo
- 듣는편지